# Cheile Geogelului
Cheile Geogelului alcătuiesc o arie protejată de interes național ce corespunde categoriei a IV-a IUCN (rezervație naturală de tip geologic), situată în vestul Transilvaniei, pe teritoriul județului Alba.

## Localizare
Aria naturală se află în partea central-vestică a Trascăului (la o altitudine cuprinsă între 630 și 1.000 m) pe cursul mijlociu al Văii Geogelului, în nordul județului Alba, pe teritoriul administrativ al comunei Ponor, aproape de satul După Deal.

## Descriere
Rezervația naturală a fost declarată arie protejată prin Legea Nr.5 din 6 martie 2000, privind aprobarea Planului de amenajare a teritoriului național - Secțiunea a III-a - zone protejate și are o suprafață de 5 ha.
Aria naturală Cheile Geogelului reprezintă două culmi calcaroase (alcătuite din calcare tithonice și flișuri din conglomerate, gresii și marne) cu pereți abrupți tăiați de apele pârâului Valea Brădeștilor, un afluent de dreapta al Văii Cheii.

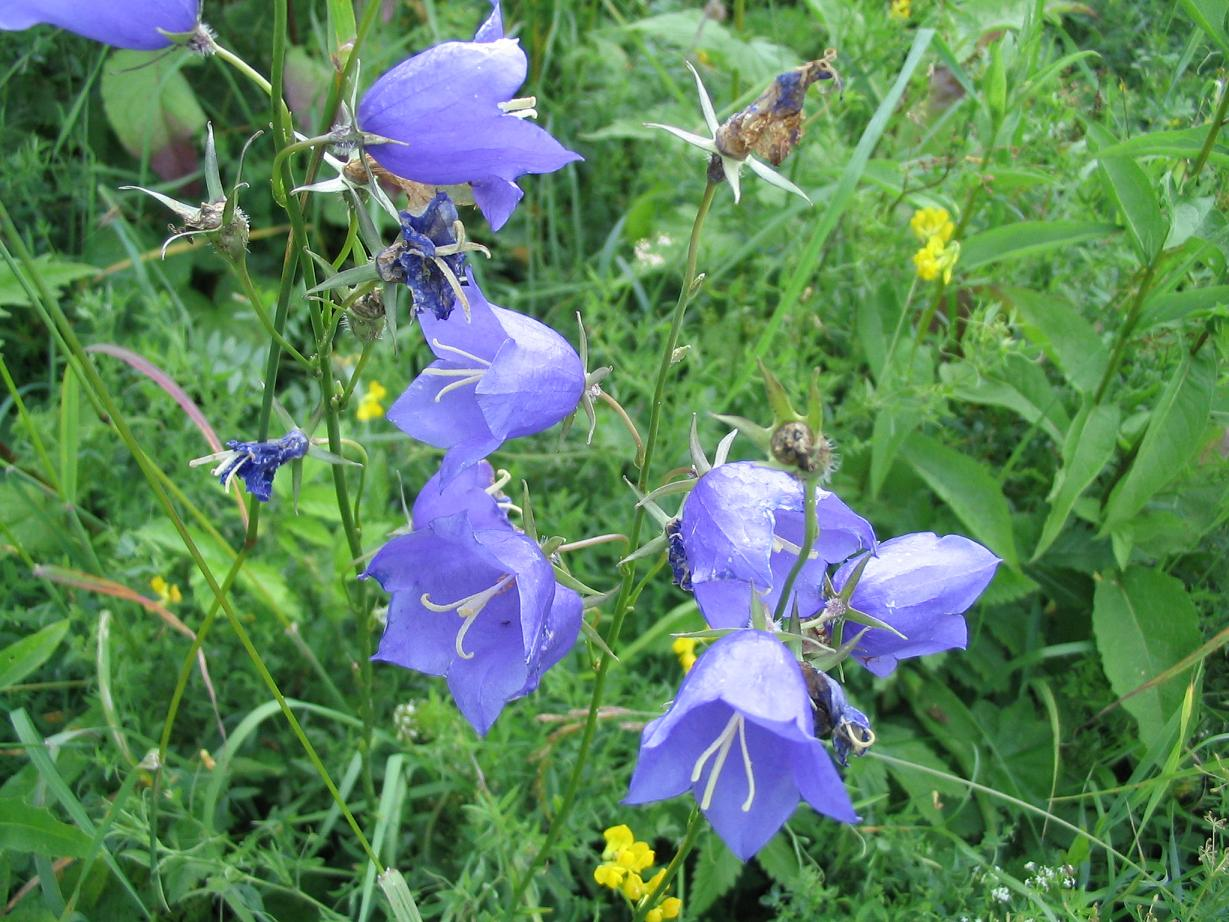
Clopoţei (Campanula rotundifolia)

Flora rezervației are în componență arbori și arbusti cu specii de  de fag (Fagus sylvatica) în amestec cu gorun (Quercus petrea) și scoruș (Sorbus dacica).
Vegetația ierboasă este alcătuită din elemente floristice de pajiște și stâncărie (dintre care unele foarte rare sau endemice pentru această zonă); cu specii de: gâscariță (Arabis alpina), piciorul cocoșului (Ranunculus oreophilus), in galben (Linum flavum), clopoței (Campanula rotundifolia), iarba surzilor (Saxifraga paniculata), ochiul boului de munte (Aster alpinus), omag (Aconitum moldavicum), crucea voinicului (Hepatica transsilvanica) sau Taraxacum hoppeanum - o specie carpato-balcanică.  